# Анастасий Дончев
Анастасий Дончев Иванов е български политик от БКП.

## Биография
Роден е на 21 декември 1944 г. в Разград. От 1965 г. е член на БКП. Бил е секретар на Факултетния комитет на ДКМС. Завършва висше образование – химия през 1970 г. След това започва да работи като инженер-химик в Завода за антибиотици в Разград. След това е завеждащ отдел „Учащи се“ към Градския комитет на Комсомола в Разград. Като се започне от 1970 г. е последователно първи секретар на Градския комитет и на Окръжния комитет на ДКМС в Разград. От 1973 г. е завеждащ отдел „Военнотехническа подготовка на младежта“, а от следващата година е секретар на ЦК на ДКМС. През 1978 г. е избран за председател на ИК на Окръжния народен съвет в Разград. В периода 1980 – 1986 г. е първи секретар на ОК на БКП в Разград. След това е първи секретар на Градския комитет на БКП в София. От 1987 г. е първи заместник-председател на Държавния комитет за изследвания и технологии. От 1981 до 1986 г. е кандидат-член на ЦК на БКП, а от 1986 до 1990 г. е член на ЦК на БКП. Народен представител в VIII и IX народни събрания..